# Nycterosea baccata
Nycterosea baccata là một loài bướm đêm trong họ Geometridae.